# 캘리코 (캘리포니아주)
캘리코(Calico)는 미국 캘리포니아주 샌버너디노군의 모하비 사막에 있는 유령 도시다. 1881년 은광에서 자원을 캐기 위해 몰려온 개척자들이 세워 많은 사람들이 몰렸으나, 1907년 붕사 채취가 끝난 후 완전히 버려진 지역이 됐다. 하지만 이후 군립공원으로 지정되고 관광지로 개발되면서 현재는 많은 관광객들이 방문하는 곳으로 탈바꿈했다.

## 역사
1881년에 네 명의 탐험가들이 그레이프바인 역(현재의 바스토)을 떠나 북동쪽에 위치한 산봉우리를 향해 가고 있었다. 그들이 봉우리를 "캘리코색"이라고 묘사한 까닭에 이 봉우리가 속해 있던 산맥 뿐 아니라 거기에 세워진 마을도 모두 캘리코라고 불렸다. 이 네 명의 탐사자들은 이 산에서 은을 발견하고 1880년대 중반 캘리포니아 최대 은 생산지였던 실버 킹 광산을 열었다. 1882년 초에 우체국이 설립되었고 주간지인 캘리코 프린트가 발행되기 시작했다. 마을에는 곧 호텔 3개, 잡화점 5개, 정육시장 1개, 술집, 사창가, 식당 3개, 하숙집 3개가 세워졌고, 카운티는 학군과 투표소를 설립했다. 이 마을에는 보안관 부보안관과 경관 2명, 변호사 2명, 치안판사 1명, 위원 5명, 의사 2명도 있었다. 웰스파고의 사무실과 전화 및 전신 서비스도 있었다. 1883년과 1885년 사이에 은 생산이 최고조에 달했을 때, 캘리코는 500개 이상의 광산과 1,200명의 인구를 가지고 있었다. 지역 악당들이 부트 힐 묘지에 묻혔다.
마을이 세워진 후 몇 년이 지나지 않아 캘리코산에서는 붕산염 광물인 콜레마나이트가 발견되고, 1890년에는인구가 3,500명으로 증가했으며 중국인, 아일랜드인, 그리스인, 프랑스인, 네덜란드인 등의 해외 이주자들도 마을에 들어오기 시작했다. 그러나 같은 해에 은매상법이 제정되어 은값이 인하되었다. 1896년까지 은 가격은 트로이 온스 당 0.57 달러로 떨어졌고, 캘리코의 은광산은 더 이상 부를 창출해내지 못했다. 우체국은 1898년에 중단되었고 학교 역시 얼마 지나지 않아 문을 닫았다. 세기가 바뀔 무렵, 캘리코는 유령도시에 불과했고 1907년 붕사 채굴이 끝나면서 완전히 버려진다. 많은 원래의 건물들은 바스토, 다게트, 예르모로 옮겨졌다.
유령 도시가 된 캘리코를 되살리려는 시도는 1915년경에 이루어졌는데, 그 때 가공되지 않은 은광산의 퇴적물로부터 은을 회수하기 위해 청화법을 사용하는 공장이 건설되었다. 너츠베리팜의 창립자인 월터 노트와 그의 아내인 코델리아가 이맘때 뉴베리 스프링스에 정착했고, 노트는 공장에 들어갈 삼나무 시안화 수조 제조를 지원했다. 1951년, 캘리코는 이제 젠다 광산 회사에서 월터에게로 넘어갔다.월터는 오래된 사진들을 참고하며 마을을 원래의 상태로 복원하기 시작한다. 그는 프레디 "캘리코 프레드" 놀러라는 이름의 오랜 직원을 상주 관리인 겸 관리인으로 임명했다. 1966년 월터는 마을을 샌 버나디노 카운티에 기부하기로 결정했고, 캘리코는 카운티 지역 공원이 되었다.

## 현재
캘리코는 이제 실버 러시 때의 번창했던 모습으로 복원되었고, 일부 건물들은 관광객들의 기대에 맞추기 위해 파사드를 가진 형태로 다시 세워졌다.

## 사진

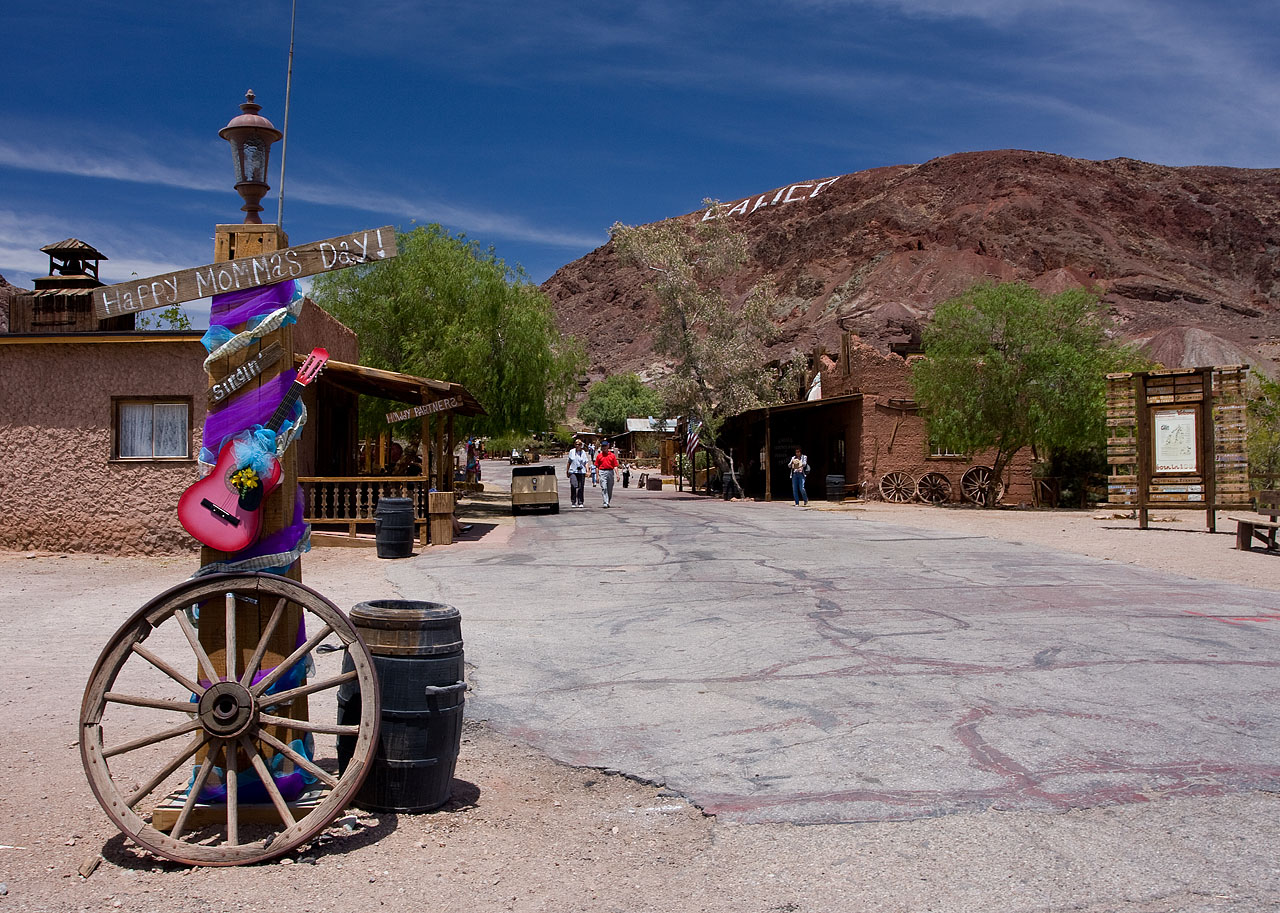
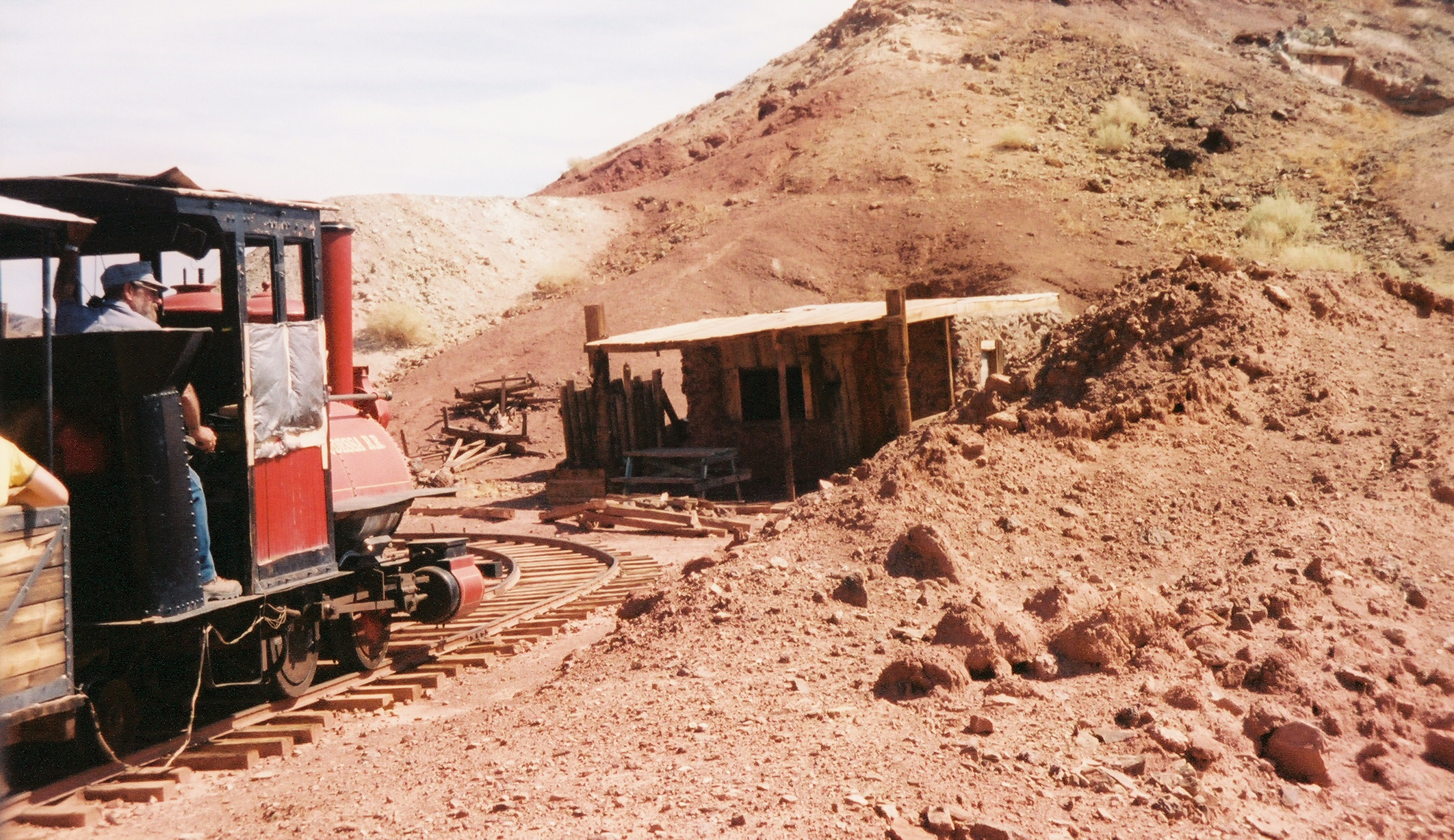
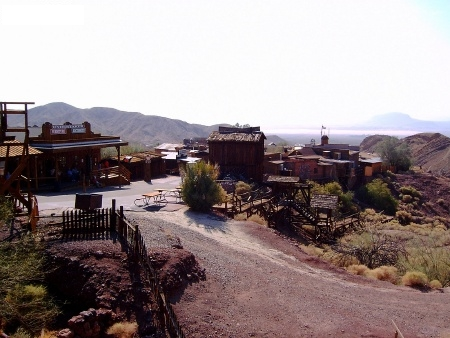
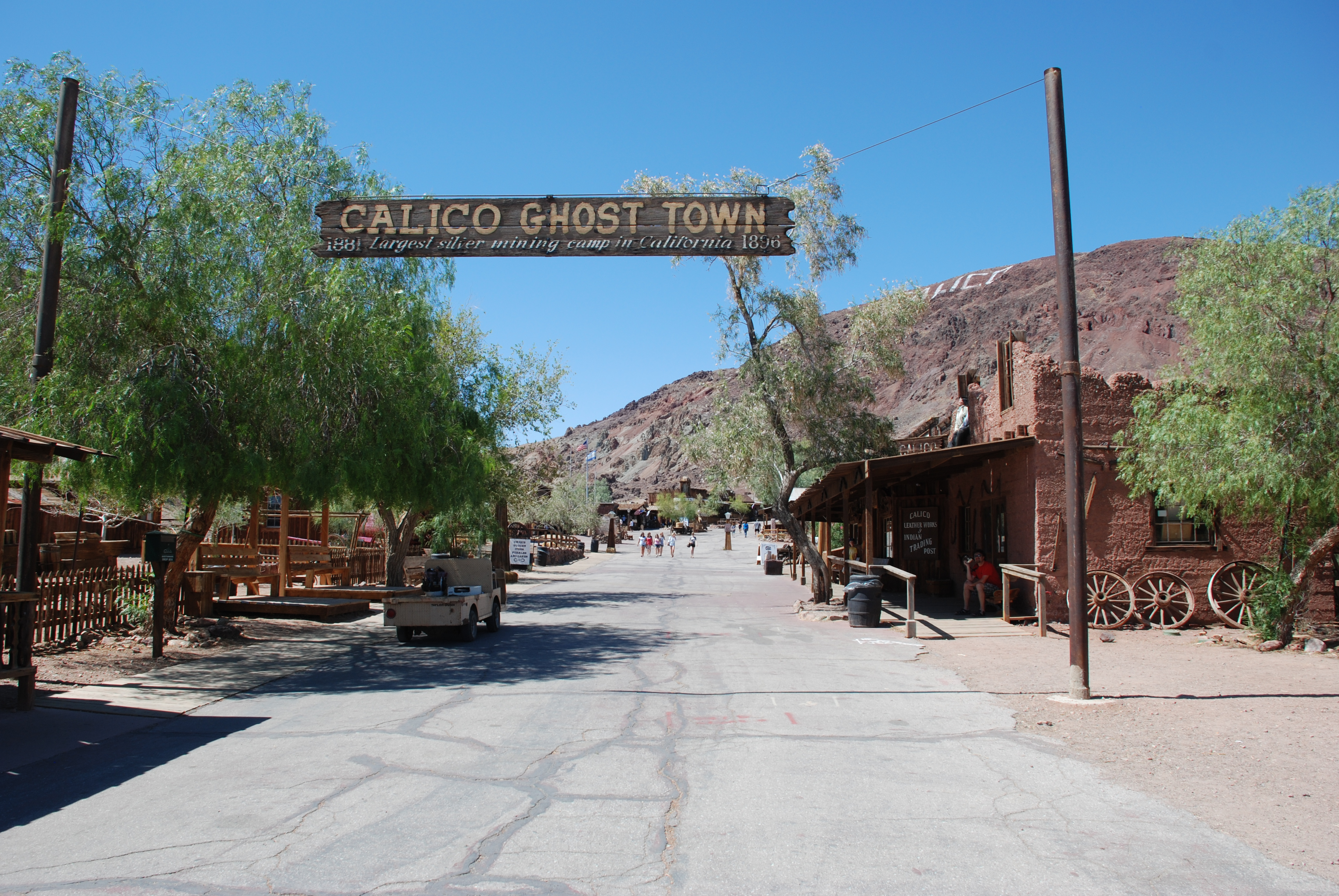
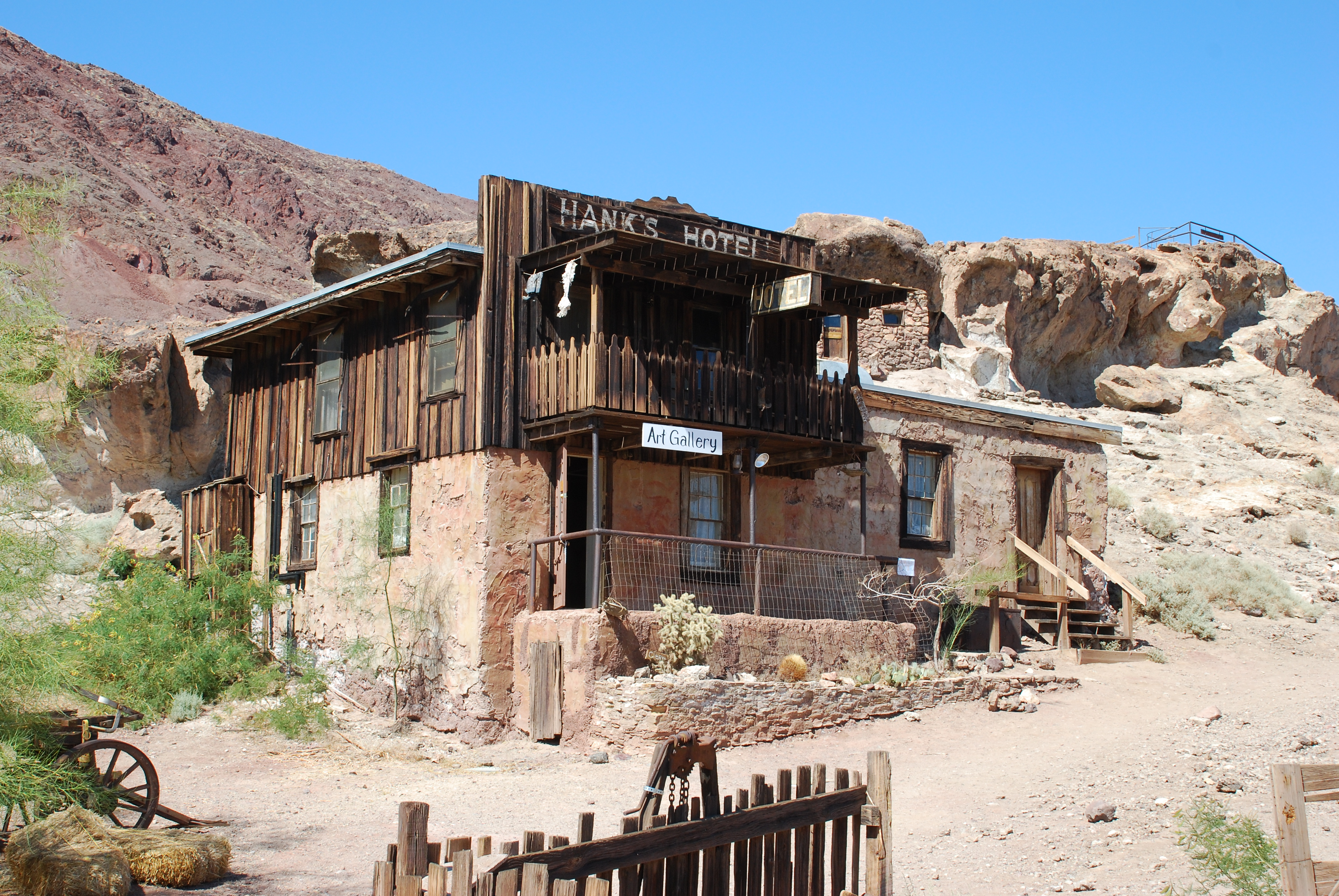
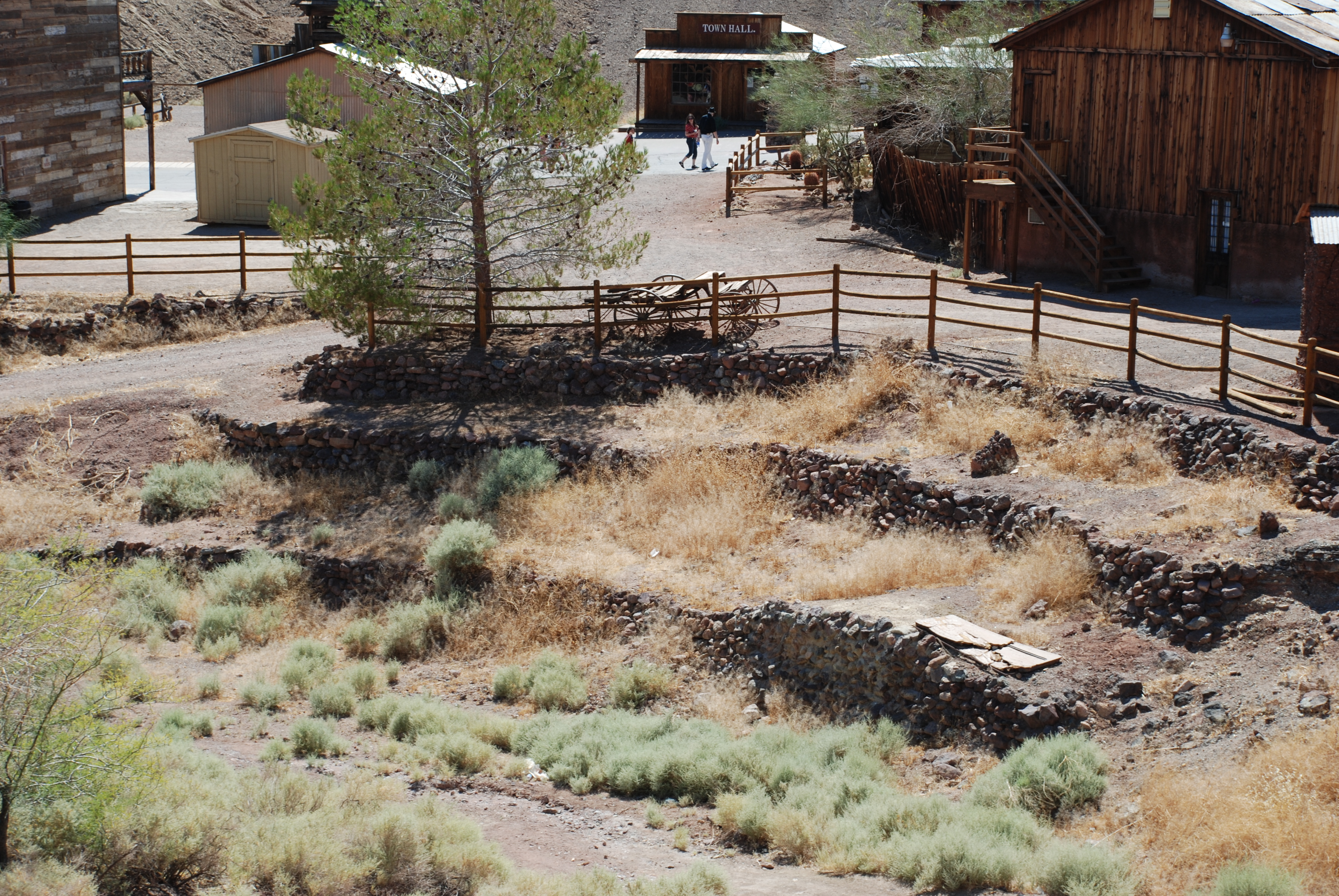
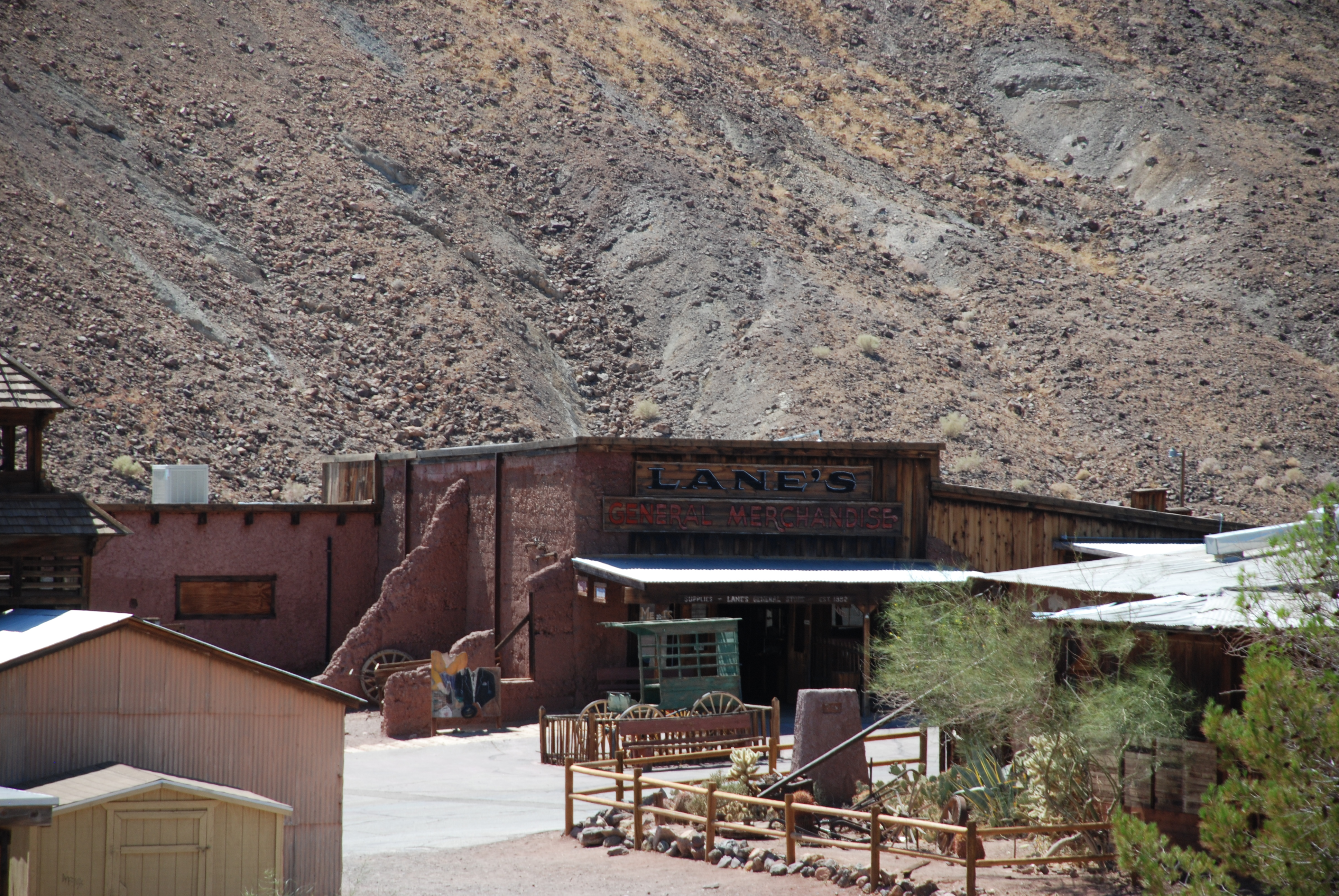
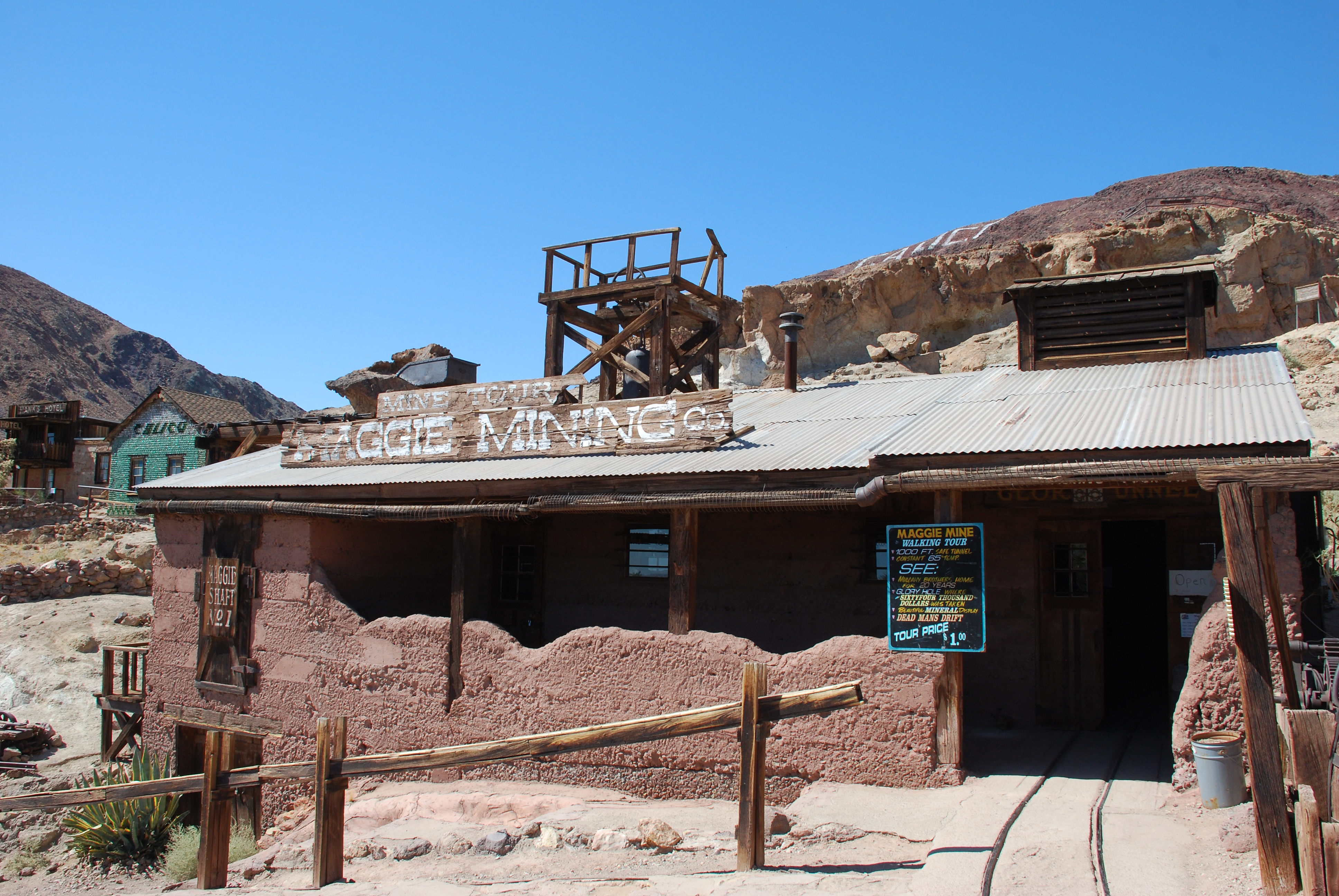
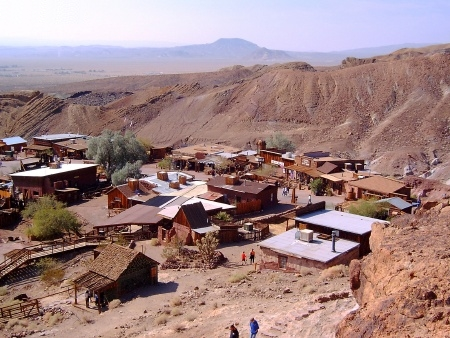
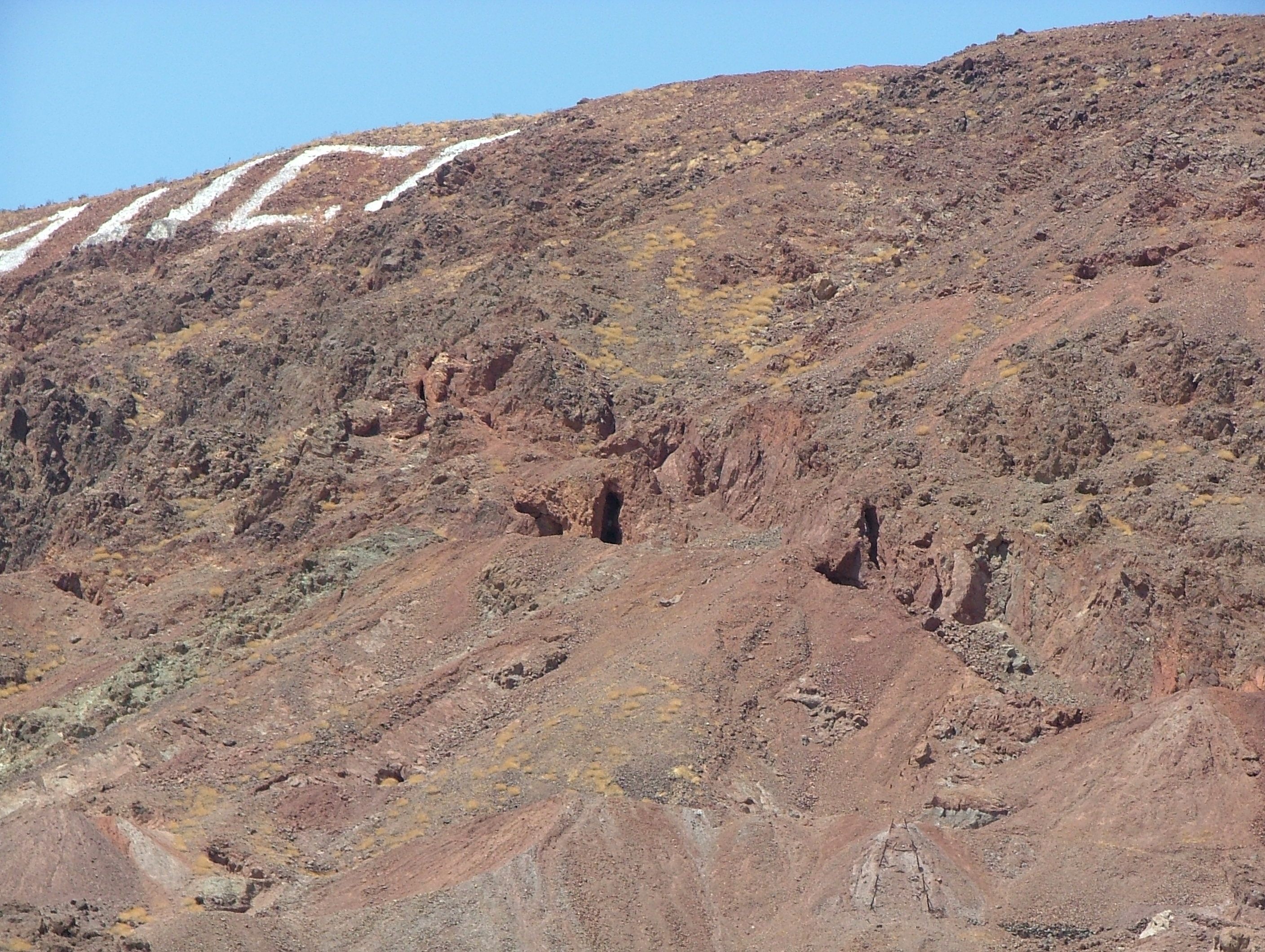
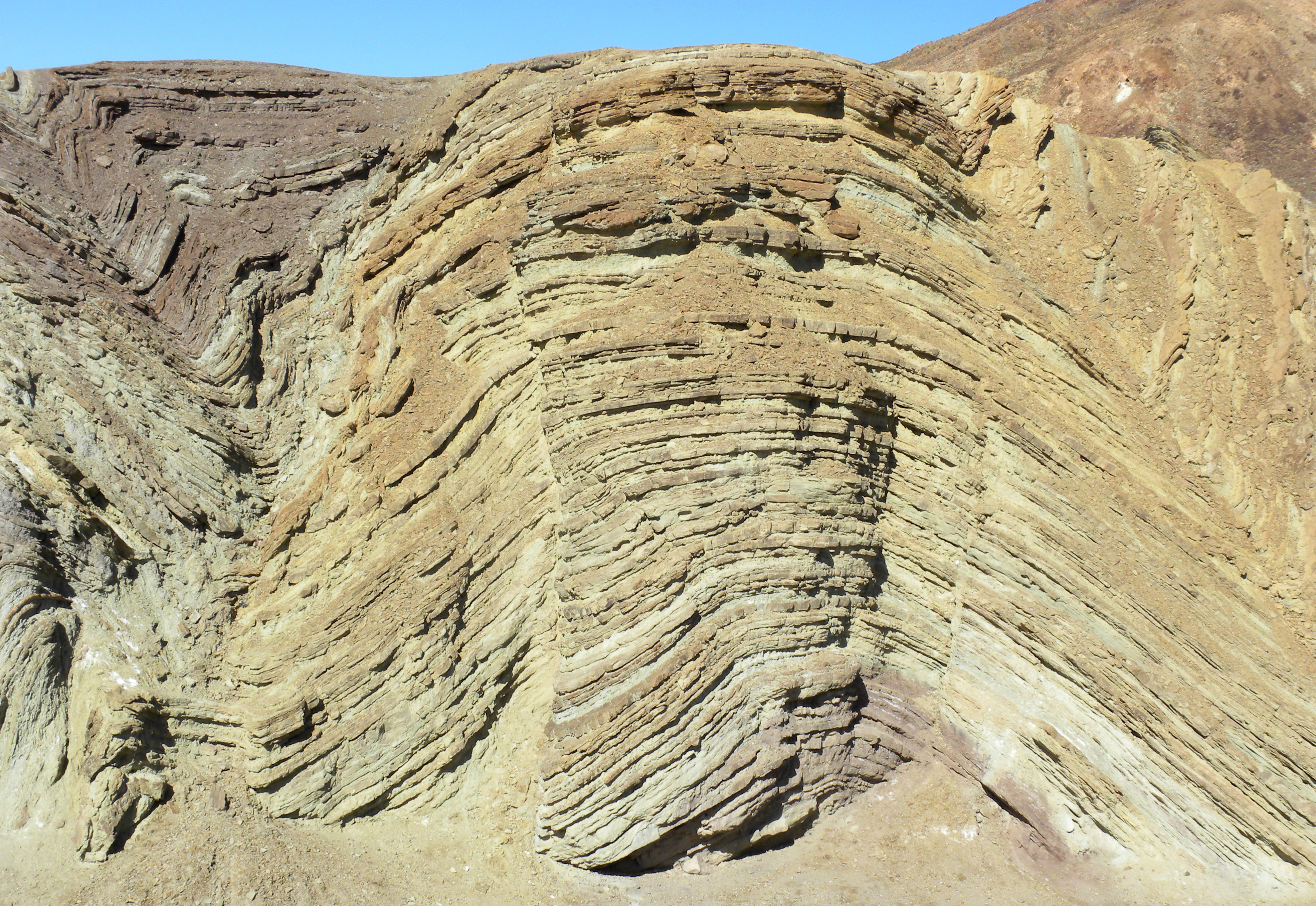
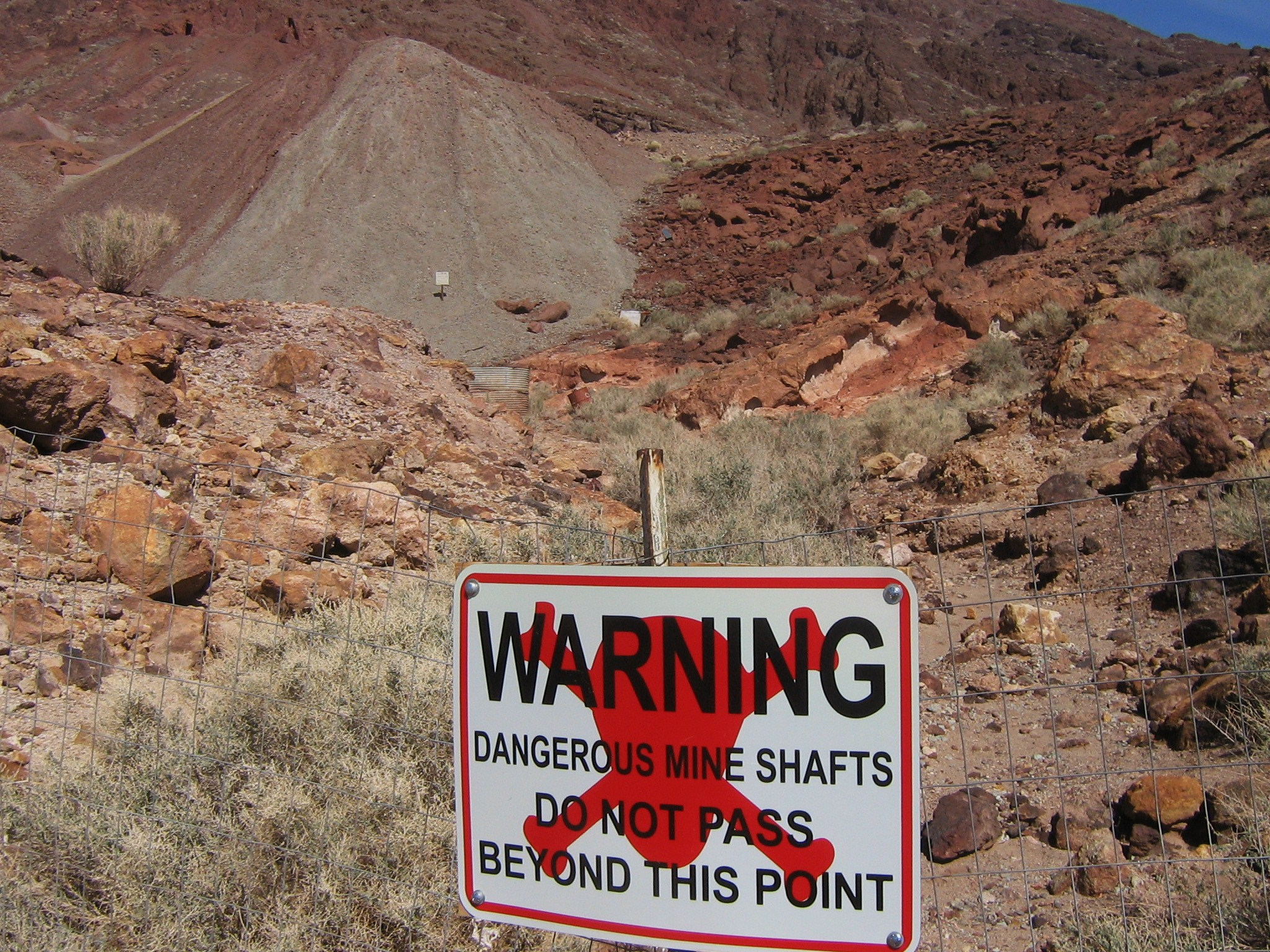

## 같이 보기
- 너츠베리팜